# 2024 új világörökségi helyszínei
Az UNESCO Világörökség Bizottsága a 2024. július 21–31. között Delhiben megtartott 46. ülésszakán az alábbi helyszíneket nyilvánította a világörökség részévé:
| | Vjetrenica-barlang |
| Bosznia-Hercegovina |                    |
| Természeti (X) |                    |
| Védett terület: 413,97 ha, puffer zóna: 4 623,6 ha, hivatkozás: 1673 |                    |
| A Dinári-hegységben található barlang figyelemre méltó biodiverzitással rendelkezik és magas az itt élő endemikus élőlények száma is. Az ókor óta ismert, jó állapotban megmaradt karsztbarlangban a világ egyik legfontosabb és legváltozatosabb barlangi faunája őrződött meg főleg a földalatti vizekben. Ezen kívül számos világszinten veszélyeztetett gerincesnek biztosít élőhelyet. A gerinctelenek közül megtalálható itt a világ egyetlen földalatti életmódot folytató gyűrűsférge, a növények közül a Balkánon endemikusnak számító növénynek. A barlangban felfedezett számos faj a harmadidőszakból vagy ennél is korábbról fennmaradt élő kövületnek számít, egy olyan leszármazási vonal tagja, amelynek teljes rokonsága már kihalt. |                    |

| | Lençóis Maranhenses Nemzeti Park |
| Brazília |                                  |
| Természeti (VII)(VIII) |                                  |
| Védett terület: 156 562 ha, puffer zóna: 268 231 ha, hivatkozás: 1611 |                                  |
| A Brazília északkeleti részén Maranhão állam partvidékén fekvő helyszín három életközösség – Cerrado, Caatinga és az Amazonas-medence – határán terül el. Területének több mint a felét fehér partmenti dűnék alkotják ideiglenes és állandó lagúnákkal. A park a biodiverzitás megőrzésében betöltött fontos szerepén túl globálisan is jelentős esztétikai és geológiai/geomorfológiai értékeiről is nevezetes. Egy 80 kilométer hosszú partszakaszon a szél a dűnéket hosszú láncokká formálja, és az esős évszakban különböző színű, formájú, méretű és mélységű lagúnák alakulnak ki köztük. A táj akkor a leglátványosabb, amikor a lagúnák elérik a legnagyobb kiterjedésüket. Ez Dél-Amerika legnagyobb stabil és mozgó dűnékból álló együttese ahol tanulmányozható a negyedidőszaki dűnék keletkezésének és fejlődésének folyamata. |                                  |

| | Tiébélé királyi udvara |
| Burkina Faso |                        |
| Kulturális (III) |                        |
| Védett terület: 1,84 ha, puffer zóna: 14,12 ha, hivatkozás: 1713 |                        |
| A királyi udvar egy a 16. század óta létező, döngölt agyagból kialakított épületegyüttes ami a kasem nép társadalmi berendezkedésével és kulturális értékeivel hozható kapcsolatba. A védőfallal körülvett királyi udvar falakkal elválasztott különálló épületcsoportokból áll. A udvar védőfalán kívül gyülekező- és szertartási helyeket alakítottak ki, ezek a királyi udvarból kiinduló átjárókon keresztül közelíthetők meg. Az épületeket a királyi udvarhoz tartozó férfiak építették majd a nők látták el szimbolikus jelentésű díszítéssel. A díszítésmód elemeit kizárólag a nők örökítik tovább és ők azok akik életben tartják az épületek festésének hagyományát. |                        |

| | Nelson Mandela örökségének helyszínei |
| Dél-afrikai Köztársaság |                                       |
| Kulturális (VI) |                                       |
| Védett terület: 42,04 ha, puffer zóna: 300,12 ha, hivatkozás: 1676 |                                       |
| A tizennégy részből álló világörökségi helyszín az emberi jogokért, a felszabadulásért és a megbékélésért folytatott dél-afrikai harc örökségét mutatja be. Az ország területén szétszórtan található építmények mind a Dél-afrikai Köztársaság 20. századi politikatörténetéhez kapcsolódnak. Közéjük tartozik többek között a kormány székhelye Pretoriában, a Sharpeville-i mészárlás helyszíne ahol 69, a faji szegregáció ellen tiltakozó tüntetőt öltek meg a rendőrök, és a "Nagy palota", a tradicionális törzsi vezetés szimbolikus helye, ahol Nelson Mandela ifjúságának egy részét töltötte. A helyek mind az apartheid rendszer elleni hosszú küzdelmet, egy nem faji alapokon nyugvó hitrendszer meglétét szimbolizálják, valamint Mandela szerepét a megbékélés folyamatában. |                                       |

| | Dél-Afrika pleisztocén kori lelőhelyei |
| Dél-afrikai Köztársaság |                                        |
| Kulturális (III)(IV)(V) |                                        |
| Védett terület: 57,4 ha, puffer zóna: 965,5 ha, hivatkozás: 1723 |                                        |
| A több részből álló helyszínen talált maradványok segítenek megérteni a viselkedésileg modern ember kialakulásának folyamatát, kognitív készségeiket, kultúrájukat és környezetük éghajlatváltozásait amihez alkalmazkodniuk kellett. Három régészeti lelőhely tartozik hozzá, ezek a Diepkloof sziklamenedék, a Pinnacle Point lelőhely és a Sibhudu-barlang Nyugat-Fokföld és KwaZulu-Natal tartományokban. A lelőhelyeken egészen 162 000 évre visszamenőleg tárták fel a legváltozatosabb és legjobban megőrződött emlékeket a modern emberi viselkedés fejlődéséről. Az itt élők elvont gondolkodásának és az általuk alkalmazott fejlett technológiának bizonyítékai az okker használata, a vésett ábrázolások, a díszített gyöngyök és tojáshéjak, a fegyverek, a szerszámkészítési módszerek és a mikrolitok. |                                        |

| | Flow Country |
| Egyesült Királyság |              |
| Természeti (IX) |              |
| Védett terület: 187 026 ha, hivatkozás: 1722 |              |
| A Skót-felföldön található Flow Country mocsárvidékét a világ legjelentősebb folyamatosan felhalmozódó ingólápjának tartják. A lápvidék az elmúlt körülbelül kilencezer év alatt halmozódott fel. Sokféle élőhelyet biztosít számos madárfajnak, és maga a táj is olyan változatos, ami globálisan is egyedülállónak tekinthető. A tőzeglápok fontos szerepet játszanak a szén tárolásában és a helyszínen zajló tőzegképző ökológiai folyamatok továbbra is nagy léptékben kötik meg a szenet. Flow Country ezen kívül fontos kutatási és oktatási helyszínnek számít. |              |

| | Melka Kunture és Balchit őslénytani és régészeti lelőhelye |
| Etiópia |                                                            |
| Kulturális (III)(IV)(V) |                                                            |
| Védett terület: ha, puffer zóna: ha, hivatkozás: 13 |                                                            |
| Az Avas folyó völgyének felső szakaszában található több részből álló helyszín őslénytani és régészeti lelőhelyek csoportjából áll. A megőrzött emlékek, köztük lábnyomok hominidák kétmillió évvel ezelőtti jelenlétét bizonyítják a területen. A 2000 – 2200 méter tengerszint feletti magasságban felfedezett lelőhelyekről jól datálható rétegekből vulkanikus kőből készült különböző eszközök mellett Homo erectus, Homo heidelbergensis és korai Homo sapiens maradványok kerültek elő. A leletek az emberi fejlődés négy szakaszából – olduvai kultúra, acheuli kultúra, a kőkorszak középső és késői szakasza - származnak. A vulkáni eredetű és üledékes közetek alatt megőrződött növény és állatfossziliák segítségével rekonstruálhatóvá vált a pleisztocén kori Etióp-magasföld hegyi ökoszisztémája és a hominidák alkalmazkodásának folyamata a magashegyi környezethez. |                                                            |

| | Marquises-szigetek |
| Franciaország |                    |
| Vegyes (III)(VI)(VII)(IX)(X) |                    |
| Védett terület: 345 759 ha, puffer zóna: 6 841 ha, hivatkozás: 1707 |                    |
| A Csendes-óceán déli részén található több részből álló helyszín a szigetvilág emberi betelepedésének folyamatát mutatja be. A mindentől távol eső szigetek őslakosai i. sz. 1000 körül érkezhettek vízi úton és kultúrájukat egészen a 19. századig megőrizték. A térség egyben biodiverzitás gócpont is pótolhatatlan és kivételesen jól megőrződött tengeri és szárazföldi ökoszisztémákkal. A szigetcsoport jellegzetességei a hasonló szélességi körön egyedülállónak számító éles hegygerincek és hegycsúcsok, valamint az óceán fölé emelkedő sziklák. A szigetcsoporton számos endemikus élőlény mellett gazdag növényvilág, sokféle tengeri faj és a Csendes-óceán déli részének egyik legváltozatosabb tengeri madáregyüttese található meg. A szigetek közelében lévő vízfelület gyakorlatilag mentes az emberi behatásoktól és a világ utolsó érintetlen tengeri védett övezeti közé tartozik. A helyszínen régészeti lelőhelyeket is feltártak ahol többek között monumentális kőszobrokat, pattintott eszközöket és sziklavéseteket találtak. |                    |

| | Moidamok, az Ahom-dinasztia halomsírjai |
| India |                                         |
| Kulturális (III)(IV) |                                         |
| Védett terület: 95,02 ha, puffer zóna: 793,7 ha, hivatkozás: 1711 |                                         |
| A kelet-asszámi Patkai-hegység lábánál fekvő helyszín az Ahom-dinasztia királyi temetkezőhelye. Hatszáz éven keresztül moidamokat, halomsírokat emeltek összhangban a környező hegyekkel, erdőkkel és vizekkel egyfajta szent környezetet kialakítva. Banyánfákat, valamint koporsók készítéséhez és kéregből készült kéziratokhoz felhasznált fákat ültettek és mesterséges vízfelületeket hoztak létre. A helyszínen kilencven, téglából, kőből vagy földből épített üreges boltozattal rendelkező, különböző méretű halomsír található. Az uralkodókat és a királyi család más tagjait sírmellékletetkkel temették el, például élelemmel, lovakkal, elefántokkal. Esetenként a királynőket és szolgákat is melléjük temették. A Brahmaputra folyó völgyében több helyen is ismertek ilyen típusú halomsírok de a helyszínhez tartozók a legjelentősebbek. |                                         |

| | Ekbatana |
| Irán |          |
| Kulturális (II)(III) |          |
| Hivatkozás 1716 |          |
| Ekbatana ősi városának régészeti lelőhelye Irán északnyugati részén található. A majdnem három évezreden keresztül lakott település a Méd Birodalom első fővárosa volt. Fontos kereskedelmi utak mellett épült, a nyugati irányból érkezők számára az Iráni-fennsík kapuja volt. I. e. 700 körül alapították, a médek mellett korábban akkád, később akhaimenida, szeleukida, pártus, szászánida uralom alatt is állt, közben Irán egyik legnagyobb városává fejlődött. A településen különböző vallású, eltérő etnikumhoz tartozó csoportok éltek egymás mellett, ennek bizonyítékai a mecsetek, a keresztény templomok és a zsinagógák. A legrégebbi városrészekben a mai bazár mellett már a 19. század közepén végeztek a kezdetleges ásatásokat, a szisztematikus feltárások 1970-ben kezdődtek és jelenleg is tartanak. |          |

| | Szadó-szigeti aranybányák |
| Japán |                           |
| Kulturális (IV) |                           |
| Hivatkozás: 1698 |                           |
| A több részből álló világörökségi helyszín a Niigata prefektúrában található a parttól körülbelül 35 kilométerre nyugatra lévő szigeten. Szétszórtan elhelyezkedő részei a gépesítés nélküli bányászat különböző módszereit mutatják be. A Szadó-sziget egy vulkanikus eredetű képződmény, felszínén délnyugattól északkeleti irányban két párhuzamos – síksággal elválasztott – hegylánc vonul végig. Az aranyat tartalmazó kőzetet a tektonikus mozgások először a tengerfenékre süllyesztették, később újra a felszínre emelték. Az erózió következtében az arany telérek láthatóvá váltak ezeket bányászták és a folyóvízekben található aranyat is kimosták. A bányászati tevékenységgel, a munkaszervezéssel és a társadalmi szerveződéssel kapcsolatok emlékek túlnyomórészt régészeti leletek formájában maradtak meg. |                           |

| | Umm el-Jimal |
| Jordánia |              |
| Kulturális (III) |              |
| Védett terület: 42,58 ha, puffer zóna: 258,72 ha, hivatkozás: 1721 |              |
| Az ország északi részén fekvő romokban álló helyszín egy korábbi római település helyén épült ki az 5. század körül és körülbelül a 8. században hagyták el lakói. Jellegzetességei bizánci és korai iszlám korszakból származó, a régióra jellemző építészeti stílusban emelt bazalt építményei, ezen kívül néhány római katonai épület amelyeket a későbbi lakosok saját céljaikra alakítottak át. A település egy nagyobb mezőgazdasági térség része volt ahol egy bonyolult víznyerő rendszer segítségével tudtak földet művelni és állatokat tartani. A lelőhelyen feltárt legkorábbi maradványok az i. sz. 1. századra datálhatók amikor a terület a nabateus királyság része volt. A romvárosban számos görög, nabateus, latin, arab felirat került elő. Ezek az értékes dokumentumok lehetővé teszik a település több évszázados történetének részletesebb rekonstrukcióját és rávilágítanak az itt élők vallási meggyőződésében bekövetkezett változásokra is. |              |

| | Gedi történelmi városa és régészeti helyszíne |
| Kenya |                                               |
| Kulturális (II)(III)(IV) |                                               |
| Védett terület: 20,81 ha, puffer zóna: 22,61 ha, hivatkozás: 1720 |                                               |
| A megmaradt tengerparti erdővel körülvett, a parttól távolabb fekvő elhagyott város Gedi a 10. és 17. század között a kelet-afrikai partok egyik legfontosabb szuahéli települése volt. Ebben az időszakban a kereskedelmi és kulturális cserekapcsolatok összetett és nemzetközi hálózatának része volt, ami az Indiai-óceán térségében az afrikai tengerparti központokat kötötte össze Perzsiával és más területekkel. A jelentős település szerkezete a falak, a lakóépületek, a vallási és középületek, valamint egy bonyolult vízgazdálkodási rendszer maradványai segítségével jól azonosítható. Építészete, tervezése és kialakítása jellegzetesen szuahéli, hagyományos anyagok mint például a döngölt agyag, korall és fa felhasználásával. |                                               |

| | Peking központi tengelye |
| Kína |                          |
| Kulturális (III)(IV) |                          |
| Védett terület: 589 ha, puffer zóna: 4 542 ha, hivatkozás: 1714 |                          |
| A történelmi Peking szívében az északról délre haladó központi tengely korábbi császári palotákból és kertekből, áldozati helyekből, ünnepi célokra használt épületekből valamint középületekből áll. Az épületegyütteseken egyaránt felismerhető a város fejlődésének folyamata, a császári dinasztikus rendszer befolyása és a kínai tradicionális várostervezés jellegzetességei. A város alaprajza, úthálózata és összességében a kialakítása az ideális főváros létrehozására törekedett egy ősi szöveg a Kaogongji ("Különféle mesterségek könyve") alapján. A két párhuzamos folyó közötti terület körülbelül 3000 éve lakott, maga a központi tengely a Jüan-dinasztia (1271-1368) idején kezdett kiépülni. A helyszínhez tartozó későbbi épületeket a Ming-dinasztia (1368-1644) idejében emelték és a Csing-dinasztia (1636-1912) korában bővítették és fejlesztették tovább. |                          |

| | Patain-Dzsaran |
| Kína |                |
| Természeti (VII)(VIII) |                |
| Védett terület: 726 291,4 ha, puffer zóna: 891 114,3 ha, hivatkozás: 1638 |                |
| Az Alasan-fennsíkon, Kína északnyugati részén, a szélsőségesen száraz és mérsékelt övi sivatagi régióban található Badain Jaran-sivatag Kína három sivatagos régiójának találkozási pontjánál fekszik. Ez az ország harmadik legnagyobb sivataga és második legnagyobb mozgó homokdűnékből álló területe. A helyszín jellegzetességei a nagy számban megtalálható rendkívüli méretű dűnék és a köztük lévő tavak. A területen látványos és páratlan geológiai valamint domborzati folyamatok zajlanak. Itt található a világ legmagasabb stabilizálódott homokdűnéje (460 méter magas), és itt fordulnak elő legnagyobb sűrűségben a dűnék közötti tavak. A sivatagos térség másik jellegzetessége a legnagyobb ismert kiterjedésű "éneklő" homokos terület, ami a szél által mozgatott homok által gerjesztett rezgésre utal. A többféle táj életterei változatos élővilágnak nyújtanak élőhelyet. |                |

| | A Niah Nemzeti Park barlangrendszerének régészeti öröksége |
| Malajzia |                                                            |
| Kulturális (III)(V) |                                                            |
| Védett terület: 3,69 ha, puffer zóna: 344 ha, hivatkozás: 1014 |                                                            |
| A helyszín egymással összefüggő hatalmas barlangokból áll a Niah Nemzeti Park közepén Borneó nyugati partjának közelében. A leghosszabb ismert esőerdei emberi megtelepedés nyomait találták meg bennük, ami körülbelül ötvenezer évig tartott a pleisztocén földtörténeti kortól a holocén kor közepéig. A helyszín északi részén feltárt gazdag régészeti lelőhelyek, őskori sziklafestmények és csónak alakú temetkezések segítségével megismerhetővé vált a kor élővilága és az itt élő emberek életmódja. Ezek az információk nagyban hozzájárultak az emberi fejlődés és alkalmazkodás folyamatainak jobb megismeréséhez Délkelet-Ázsiában és globális szinten is. Helyi közösségek még napjainkban is betartanak egy ősi hagyományt, az úgynevezett molongot amikor guanót és értékes ehető madárfészkeket szednek be a barlangokból ami abból áll, hogy csak annyit használnak fel a természeti erőforrásokból amire szükségük van. |                                                            |

| | Schwerini kastély |
| Németország |                   |
| Kulturális (IV) |                   |
| Hivatkozás: 1705 |                   |
| A Németország északkeleti részén fekvő épületegyüttes legnagyobb részét a 19. században emelték. A Schwerinnek, Mecklenburg-Elő-Pomeránia székhelyének központjában található helyszín 38 részből áll, hozzá tartozik többek között a nagyherceg palotája, udvarházak, kulturális és szakrális célból használt épületek, valamint a Pfaffenteich-tó. Adminisztrációban, védelmi kérdésekben, infrastruktúrában, közlekedésben, reprezentációban és kultúrában ellátta mindazokat a funkciókat amik egy hercegi fővárostól elváhatóak voltak. Az épületek között parkokat, csatornákat, tavakat valamint nyilvános tereket hoztak létre. A világörökségi helyszín részei a kor historizáló szellemiségét tükröző kivételes építészeti együttest alkotnak. Építészeti stílusán felismerhetőek a neoreneszánsz, a neobarokk és a neoklasszicista stílusjegyek és az itáliai reneszánsz építészet hatása. |                   |

| | Via Appia |
| Olaszország |           |
| Kulturális (III)(IV)(VI) |           |
| Védett terület: 4 639,92 ha, puffer zóna: 40 205,79 ha, hivatkozás: 1708 |           |
| A több mint 800 kilométer hosszú Via Appia a legrégebbi és legfontosabb az ókori rómaiak által épített utak közül. I. e. 312-ben kezdték építeni és egészen az i. sz. 4. századig bővítették. Eredetileg a keleti célpontok és Kis-Ázsia felé tartó hódító hadjáratok részére katonai célból építették. Az útvonal később segítette az általa érintett települések fejlődését, újabb települések létrejöttét és megkönnyítette a kereskedelmi és mezőgazdasági tevékenységet is. A 22 részből álló helyszín kivételes mérnöki teljesítmények együttese, a római mérnökök fejlett műszaki jártasságát szemlélteti. A konkrét út megépítése mellett fejlesztették az infrastruktúrát, földterületeket csapoltak le, ezen kívül fürdőket, amfiteátrumokat, bazilikákat, diadalíveket, vízvezetétekek, csatornákat, hidakat és közkutakat építettek. |           |

| | A Kenozero-tó kultúrtája |
| Oroszország |                          |
| Kulturális (III) |                          |
| Védett terület: 71 030,91 ha, puffer zóna: 68 989,4 ha, hivatkozás: 1688 |                          |
| Az Oroszország európai területeinek északnyugati részén, a Kenozero Nemzeti Parkban található kultúrtáj a 12. századtól kezdett kialakulni a folyamatos szláv betelepedések következtében. Számos vidéki települést foglal magába melyekre a hagyományos faépítészet jellemző. Az itt élők közösségi földművelést folytattak és környezetük adta lehetőségeket is közösen használták ki. Ez a fajta szemlélet akkor kezdett kialakulni, amikor az őshonos finnugor, az erdőségekhez jobban kötődő kultúra összeolvadt a szláv síkvidéki, hagyományos mezőgazdasági jellegű kultúrával. A terület jellegzetes épületei a díszített mennyezetű fatemplomok és más vallási épületek. A szent helyek, térelrendezésük és a hozzájuk kapcsolódó szimbólumok az itt lakóknak a környezettel való szoros spirituális kapcsolatát fejezik ki. |                          |

| | Szent Hilárión-kolostor |
| Palesztina |                         |
| Kulturális (II)(III)(IV) |                         |
| Védett terület: 1,32 ha, puffer zóna: 7,32 ha, hivatkozás: 1749 |                         |
| A Nuiserat település homokdűnéin fekvő, romokban álló Szent Hilárión-kolostor (Tell Umm el-'Amr) alapítása a 4. századra datálható, így ez volt a Közel-Kelet egyik legrégebbi kolostora. A Szent Hilárión által alapított helyszínen kezdetben csak magányos remeték éltek, később egy cönobita (kora középkori keresztény szerzetes-remeték) közösséggé fejlődött. Az első szerzetesi közösség volt a Szentföldön, így a térségben megalakuló hasonló jellegű közösségek kiindulópontjává vált. A kolostor stratégiailag fontos helyen, az Ázsiát Afrikával összekötő kereskedelmi útvonalak egyik csomópontjában feküdt ami segítette a kommunikációt és a kulturális kapcsolatok kialakítását is. Ennek a kiváló elhelyezkedésnek köszönhetően a vallási, kulturális és gazdasági kapcsolatok egyik fontos szereplőjévé fejlődött és a bizánci korban nagy hatással volt a sivatagi kolostori központok felvirágzására. |                         |

| | A zsilvásárhelyi Brâncuși-szoborpark |
| Románia |                                      |
| Kulturális (I)(II) |                                      |
| Védett terület: 26.58 ha, puffer zóna: 78.05 ha, hivatkozás: 1473 |                                      |
| A szoborpark az első világháború hőseinek a tiszteletére létesült 1937-ben Constantin Brâncuși tervei alapján. A park kelet-nyugati tengelyén található, a keskeny Hősök sétnyával összekötött Brâncuși-alkotások: A végtelen oszlop , A csók kapuja A hallgatás asztala , valamint A székek sétánya. Az egy évtizeddel korábban, 1927-ben épült Szent Péter és Pál apostolok temploma egészíti ki a kompozíciót. A szobrok, a tájépítészet, a mérnöki alkotás és a várostervezés Constantin Brâncuși által megvalósított figyelemre méltó ötvözete a helyi háborús cselekményekre való emlékezés mellett az emberi gondolkodásmód egyik eredeti, absztrakt megjelenítése is. |                                      |

| | A Római Birodalom daciai limese |
| Románia |                                 |
| Kulturális (II)(III)(IV) |                                 |
| Védett terület: 1,491 ha, puffer zóna: 14,197 ha, hivatkozás: 1718 |                                 |
| I. e. 500 után a Római Birodalom kiterjesztette fennhatóságát Európa és Észak-Afrika egyes részeire, az i. sz. 2. században határa, a limes elérte a 7500 kilométeres hosszúságot. A mai Romániában található szakasz, a Daciai limes i. sz 106 és 271 között volt használatban. A helyszín 277 részből áll, ez a leghosszabb és legösszetettebb fennmaradt szárazföldi határszakasz ami egykori európai provinciában található. A változatos tájakon áthaladó határszakasz legiótáborok, auxiliáris táborok, földsáncok, őrtornyok, átmeneti táborok és világi épületek hálózatából állt. Dacia volt ez egyetlen római provincia, ami teljes egészében a Dunától északra terült el, limese a barbár támadások ellen védte a lakosokat és ellenőrizte az arany- valamint sólelőhelyek felé tartó útvonalakat. |                                 |

| | Al-Faw régészeti helyszíne |
| Szaúd-Arábia |                            |
| Kulturális (II)(V) |                            |
| Védett terület: 4,84 ha, puffer zóna: 27,54 ha, hivatkozás: 1712 |                            |
| A hosszú ideig lakott, az Arab-félsziget ősi kereskedelmi útvonalainak egyik csomópontján stratégiailag fontos helyen fekvő helyszín az i. sz. 5. században váratlanul elnéptelenedett. A feltárások során közel tizenkétezer régészeti objektumot tártak fel a történelem előtti és a késői preiszlám kor közötti időszakból. A leletek három egymást követő populáció megtelepedését és alkalmazkodásukat bizonyítják a változó környezethez. A legfontosabb emlékek közé tartoznak a paleolitikum és a neolitikum idejéből való eszközök, későbbi mesterséges üregek és kör alaprajzú struktúrák, sziklavésetek, halomsíros temetkezések a közeli völgyben, erődök, karavánszerájok, az oázis és ősi vízgazdálkodási rendszere, valamint Al-Faw település maradványai. |                            |

| | Phu Phrabat |
| Thaiföld |             |
| Kulturális (III)(V) |             |
| Védett terület: 585,95 ha, puffer zóna: 598,8 ha, hivatkozás: 1507 |             |
| A helyszínen a Dvaravati kor – i. sz. 7-11. század – úgynevezett sīma hagyományos kőépítészetének emlékei találhatók meg. A sīma kövek a természetes sziklaalakzatokkal összhangban lévő építmények és a szent területek határait jelzik. Míg a théraváda buddhista szerzetesek szent területeik határait különböző anyagokkal jelölték meg kövek kiterjedt használata csak a délkelet-ázsiai Khorat-fennsík régiójára jellemző. A buddhizmus 7. századi érkezése után több mint négy évszázadon keresztül állítottak fel sīma köveket a régióban. A Phu Phrabat-hegységben található kövek a világ legnagyobb eredeti helyén megtalálható sīma kőegyüttes a Dvaravati-korszakból, amely a régióban egykor uralkodó építési hagyományról tanúskodik. A kövek felállításával és sziklamenedékek kialakításával a természeti környezetet egy vallási központtá alakították át. 47 sziklamenedék falán festményeket találtak, a képek a két évezredes emberi jelenlét bizonyítékai. |             |